# Phyllostachys nigra

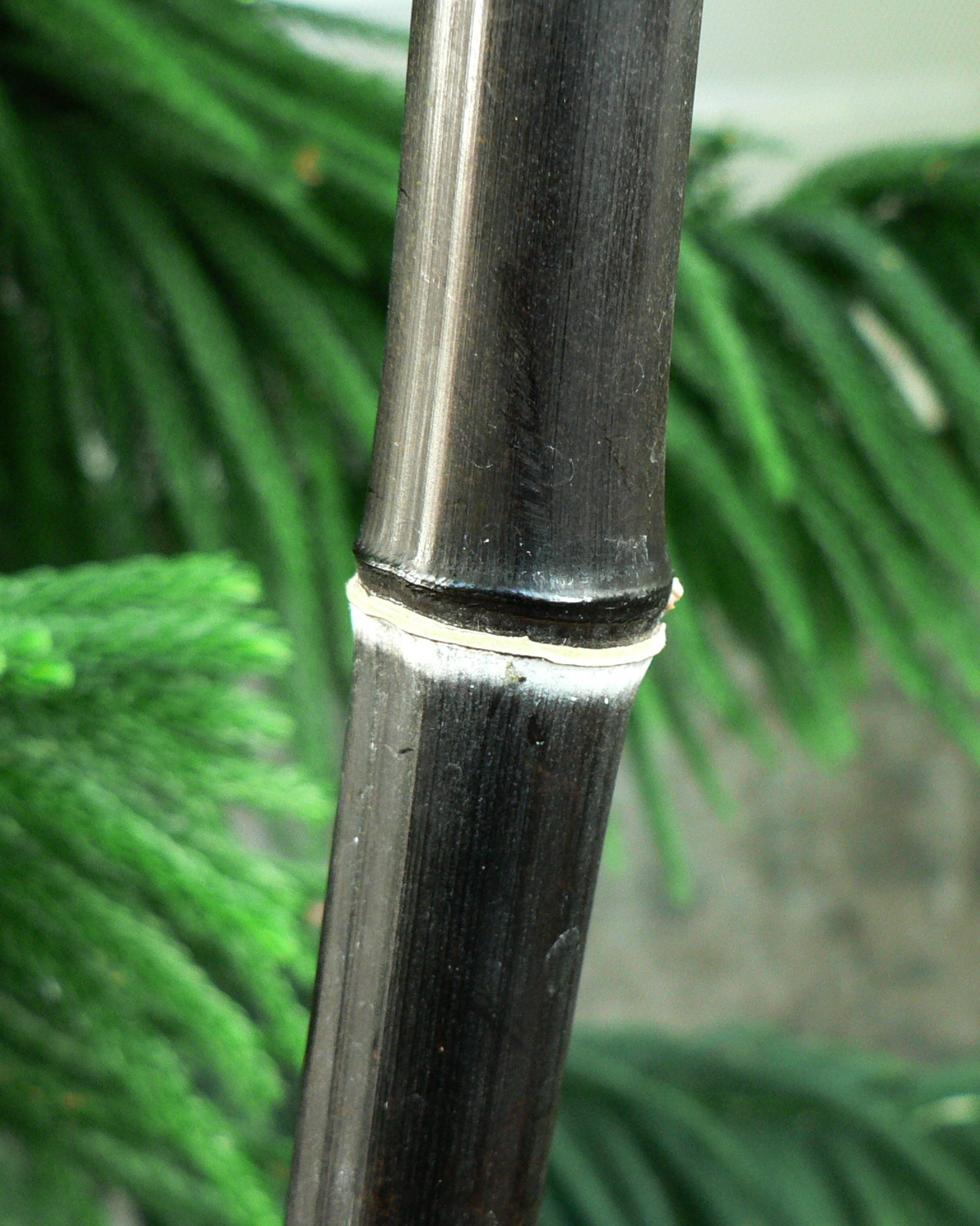
Tallo de bambú negro.

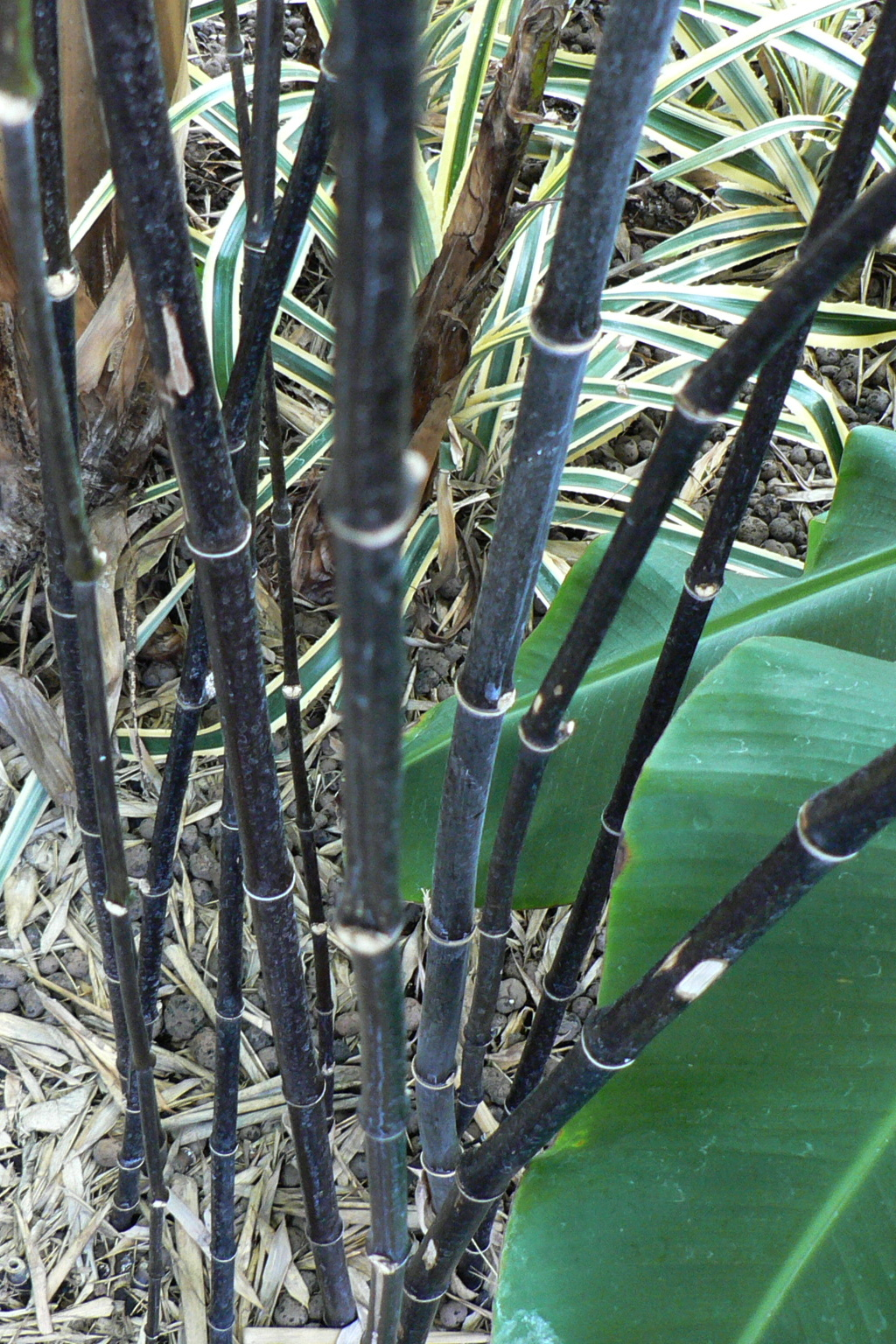
Tallos múltiples de una planta.

Phyllostachys nigra, bambú negro, es una especie de bambú de la familia gramínea de las Poaceae, subfamilia Bambusoideae.

## Descripción
Fuera de su área nativa asiática, alcanza un máximo de 8 m de altura y 20 cm de diámetro. Resiste hasta –20 °C, pero su follaje se estropea desde –10 °C a causa del viento. Hojas verde oscuras brillantes, siempreverde; rizomatosa.

## Usos
Es usado como leña, comida y para construir instrumentos musicales, entre otras cosas, en áreas de China de donde es nativo y en otras partes del mundo. A diferencia del bambú amarillo (Phyllostachys aurea) el bambú negro no es considerada una especie invasora en Estados Unidos. En Ruanda está siendo usado para impulsar la economía. 

## Bioquímica
Se ha encontrado cynarosida, orientina y vitexina en P. nigra.

## Taxonomía
Phyllostachys nigra fue descrita por (Lodd. ex Lindl.) Munro y publicado en Transactions of the Linnean Society of London 26(1): 38, 123. 1868.
Etimología
Phyllostachys: nombre genérico que deriva del griego antiguo y significa "en la punta de las hojas", refiriéndose a las inflorescencias.
nigra: epíteto latíno que significa "negra", refiriéndose al color de sus tallos.
Sinonimia
- Arundinaria stolonifera Kurz
- Bambos kurotake Siebold
- Bambusa boryana Bean
- Bambusa dichotoma Donn
- Bambusa nigra Lodd. ex Lindl.
- Bambusa nigricans Steud.
- Bambusa nigropunctata Bean
- Phyllostachys boryana Mitford
- Phyllostachys filifera McClure
- Phyllostachys fulva Mitford
- Phyllostachys nana Rendle
- Phyllostachys nigripes Hayata
- Phyllostachys nigropunctata Mitford
- Phyllostachys punctata (Bean) A.H.Lawson
- Phyllostachys stolonifera Kurz ex Munro
- Sinarundinaria nigra A.H.Lawson
- Sinoarundinaria nigra (Lodd. ex Lindl.) Ohwi ex Mayeb.

## Formas
- P. nigra 'Basinigra'
- P. nigra 'Bicolor'
- P. nigra 'Boryana'
- P. nigra 'Flavescens'
- P. nigra 'Fulva'
- P. nigra 'Hanchiku'
- P. nigra 'Henonis'
- P. nigra 'Henonis Albovariegata'
- P. nigra 'Megurochiku'
- P. nigra 'Mejiro'
- P. nigra 'Okina'
- P. nigra 'Pendula'
- P. nigra 'Shimadake'
- P. nigra 'Sujidake'
- P. nigra f. boryana (Mitford) Makino
- P. nigra f. henonis (Mitford) Muroi
- P. nigra f. muchisasa (J.Houz.) Nakai
- P. nigra f. nigra
- P. nigra f. punctata (Bean) Schelle
- P. nigra f. usuguro Muroi & H.Okamura